# Ferrocarril del Val de Zafán
El ferrocarril de Val de Zafán, en ocasiones también denominado ferrocarril La Puebla de Híjar-Tortosa, fue una línea ferroviaria española que transcurría entre los municipios de La Puebla de Híjar y Alcañiz, ambos en la provincia de Teruel, y Tortosa, en la provincia de Tarragona. El trazado tenía una longitud de 129 kilómetros y recibía su nombre por atravesar el paraje denominado «Val de Zafán». La línea formaba parte de un proyecto más ambicioso que hubiera llegado hasta el puerto de San Carlos de la Rápita, si bien esto nunca se materializó.
La construcción de la línea atravesó diversos avatares y se alargaría durante varias décadas, entrando en servicio en 1942. En sus últimos tiempos atravesó una marcada decadencia, siendo clausurada en 1973 tras haber estado parcialmente inactiva. Años después el trazado fue desmantelado y la vía levantada. En la actualidad buena parte de su recorrido ha sido reaprovechado y reconvertido para acoger varias vías verdes que transitan por el Bajo Aragón y la Tierra Alta tarraconense.

## Historia

### Orígenes
Los primeros proyectos de un ferrocarril entre el puerto de San Carlos de la Rápita con el Val de Zafán, en La Puebla de Híjar, en Teruel, son de 1863. La idea de este ferrocarril partió, al parecer, de unas circunstancias singulares. Se dice que los militares barajaban la posibilidad de una invasión procedente del otro lado de los Pirineos. En tal caso, la siguiente barrera natural la formaba el valle del río Ebro. Un ferrocarril construido en la orilla derecha de dicho río serviría para abastecer a este eventual frente bélico. No obstante, también existía un fuerte interés por enlazar la zona agrícola del Bajo Aragón con un puerto del Mediterráneo. Durante la década de 1870 hubo diversas iniciativas, pero no sería hasta 1880 cuando se aprobase un proyecto de ley para un ferrocarril que uniese La Puebla de Híjar con San Carlos de la Rápita.

### Inicios y construcción
El comienzo de las obras se retrasó durante años hasta que, en 1891, la Compañía del Ferrocarril de Zaragoza al Mediterráneo comenzó los trabajos de explanación. El primer tramo, de 32 km, entre La Puebla de Híjar y Alcañiz, se inauguró el 3 de agosto de 1895. Sin embargo, los malos resultados económicos de la explotación y las dificultades para financiar la continuación de las obras llevó a la compañía concesionaria a la quiebra, llegando incluso a abandonarse la gestión de la línea ya construida.
Debido a aquella situación, a comienzos de 1899 el Estado se incautó de la línea ya operativa, llegando a clausurarla durante algún tiempo. El motivo de dicha incautación habría sido el mal estado de las infraestructuras y del material móvil. Años más tarde los tramos ya operativos acabarían pasando a manos del organismo de Explotación de Ferrocarriles por el Estado (EFE), que se hizo cargo de su explotación. Sin embargo, el Estado no mostró interés en continuar las obras y durante las siguientes dos décadas la situación se mantuvo paralizada. No sería hasta la década de 1920 en que las gestiones de notables locales ante el rey Alfonso XIII lograron que se reiniciara la construcción del resto de la línea. Las obras se reiniciarían ya bajo la dictadura de Primo de Rivera y avanzaron a buen ritmo, al punto de que para 1930 los trabajos se encontraban acabados en un 60% del trazado.
A diferencia de lo que ocurría en la época con otras líneas férreas cuya construcción había asumido o iniciado el Estado, el del Val de Zafán no formaba parte de aquellos ferrocarriles que habían sido previstos en el llamado Plan Guadalhorce de 1926.

### Explotación
Tras el estallido de la Guerra Civil, en 1936 se aceleró la construcción del resto de tramos de la línea que quedaban por completar. Así, para el 12 de abril de 1938 ya estaban abiertos 20 km de línea, entre Alcañiz y Valjunquera; unas semanas después, en junio, se finalizó el tendido de vía del tramo que llegaba hasta Pinell. Esta prolongación coincidió con el avance de las fuerzas franquistas en Aragón. La explotación del ferrocarril fue puesta a cargo de la Compañía Nacional de los Ferrocarriles del Oeste. Gran parte de los obreros que ejecutaron la última fase de las obras fueron prisioneros republicanos. La línea llegó a experimentar un intenso tráfico durante el transcurso de la batalla del Ebro, llegando a transportarse hasta 3.000 toneladas de material bélico al día.
En 1941, con la nacionalización de todos los ferrocarriles de vía ancha, la línea pasó a integrarse en la recién creada RENFE. Los trabajos de construcción continuaron bajo la nueva propietaria. La prolongación de la línea hasta Tortosa no se logró finalizar hasta septiembre de 1941, entrando en servicio en su totalidad en 1942. En esta punto enlazaba con la línea Valencia-Tarragona, produciéndose el empalme a través de Tortosa-Ferrerías, antes de cruzar el río Ebro sobre el puente de hierro. En aquel momento quedó pendiente por construir el tramo comprendido entre Tortosa y San Carlos de la Rápita, cuyas obras llegó a licitar RENFE durante el año 1945. Sin embargo, a pesar de haberse completado todos los trabajos de explanación, nunca se tendió la vía en esta sección y la línea férrea acabó teniendo en Tortosa su final. Esto supondría que el ferrocarril, conocido en la zona popularmente como «el Sarmentero» (ya que atravesaba una tierra de sembradío de viñedos), se viese reducido al tráfico local de pasajeros y mercancías, manteniendo una lánguida existencia durante las siguientes décadas. 

### Clausura y desmantelamiento
El bajo tráfico que tenía la línea llevó a que en 1969 se ordenara su cierre, si bien en un principio esta decisión no se materializó. Tres años más tarde el hundimiento parcial del túnel n.º 28, entre las estaciones de Pinell de Bray y Prat de Comte, interrumpió el tráfico ferroviario y este hubo de ser sustituido mediante autobuses. Pero este accidente también sirvió como excusa para el cierre definitivo de esta línea de ferrocarril. La clausura se produjo en 1973, a pesar de los repetidos intentos para su mantenimiento. En marzo de 1978 el Consejo de Ministros acordó el desmantelamiento de la vía. Entre octubre de 1986 y febrero de 1987 se procedió a levantar la vía en los primeros 23 km de la línea —a partir de La Puebla de Híjar— con el objetivo de aprovechar los carriles y traviesas para mejoras en la línea Huesca-Jaca-Canfranc. Diez años más tarde se produjo el levantamiento de los carriles del resto de la línea, quedando desmantelada definitivamente. 

## Estado actual

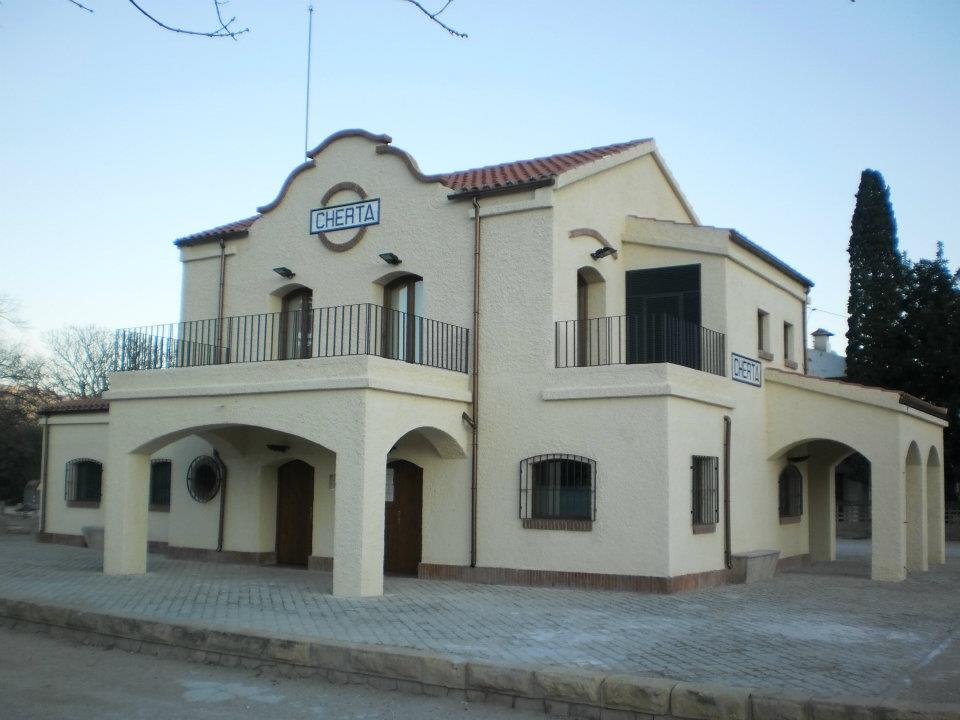
Antigua estación de Cherta, actual Centro de Interpretación

En la actualidad el trazado del antiguo ferrocarril ha sido reaprovechado en su mayor parte para el establecimiento de una gran vía verde que transita entre Aragón y Cataluña. Dicha vía verde se divide en distintos tramos. Un primer tramo, que discurre por el Bajo Aragón y es denominado como vía verde de la Val de Zafán. Este es continuado por el tramo de la comarca del Matarraña, enlazando con los 46 km de la vía verde de la Tierra Alta y, su parte final, con los 22 km de la vía verde de la comarca del Bajo Ebro. 
En marzo de 2013 se abrió el histórico puente del ferrocarril de Tortosa a los usuarios de la vía. Existe la intención de unir la ciudad de Tortosa con el Parque natural del Delta del Ebro. Durante el año 2013 se culminó una ruta cicloturista —que no corresponde a un proyecto definitivo— que lo posibilita. Se unía de esta manera el Parque natural dels Ports con la desembocadura del Ebro.